# 1987年大西洋飓风季时间轴

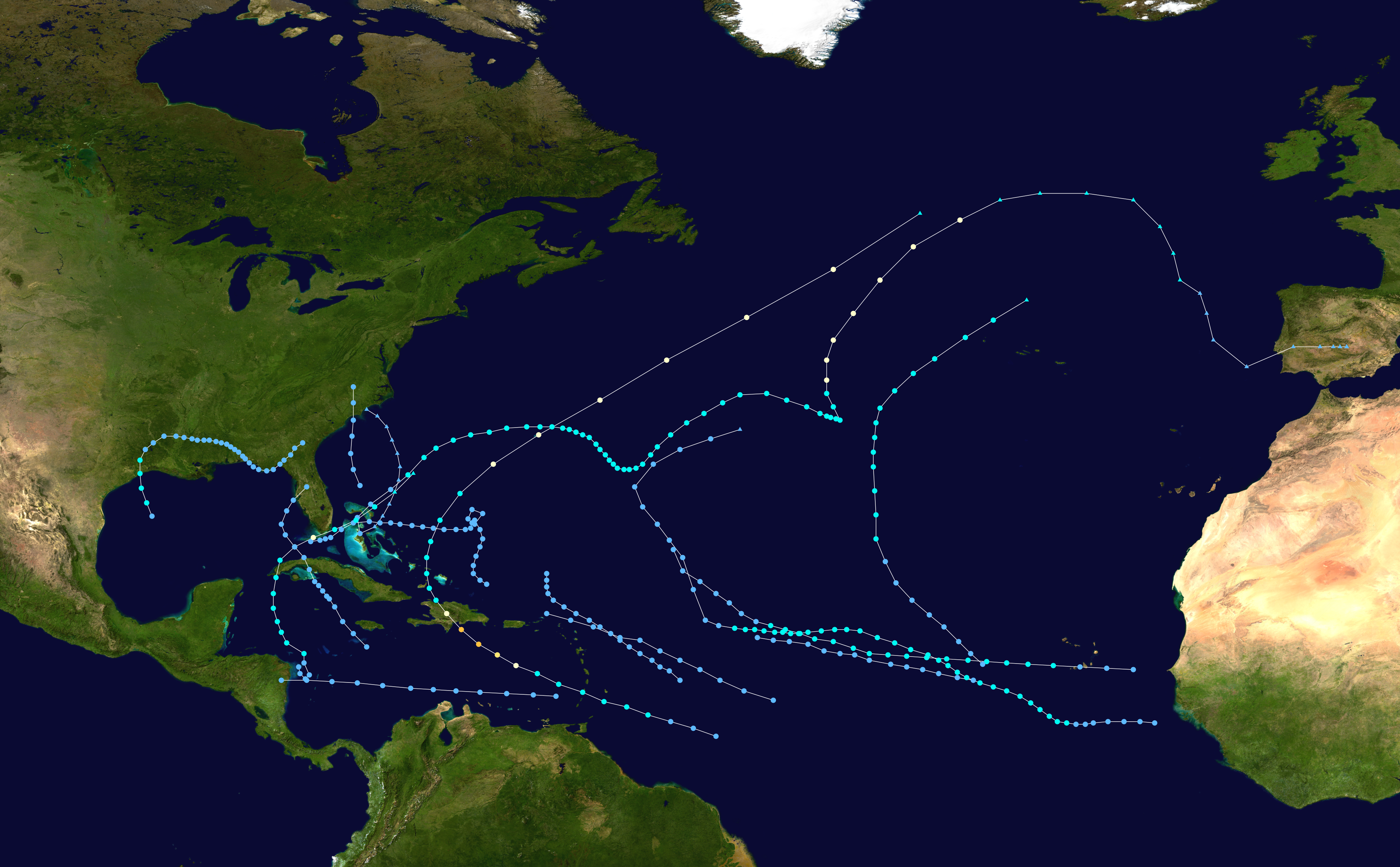
1987年大西洋飓风季所有风暴的路径图

1987年大西洋飓风季的活跃程度低于平均水平，形成的命名风暴数量低于平均值，因此整个大西洋盆地出现的风暴影响也较小。美国全年都没有出现飓风导致的人员丧生，是1976年后第四次出现这种情况。飓风季于1987年6月1日正式开始，同年11月30日结束，传统上每年绝大多数热带气旋都是这段时间在大西洋盆地形成和发展，但这年首场风暴早在5月25日就已形成，第十四号热带低气压是本季最后一个气旋，于11月4日消散。本时间轴中记录全年大西洋盆地所有热带或亚热带气旋形成、增强、减弱、登陆、转变成温带气旋以及消散的具体信息。还包括实际操作中没有发布的信息，如美国国家飓风中心在风暴过后的回顾。包括最大持续风速、位置、距离在内的所有数字都是经四舍五入换算成整数。
本季一共形成14个热带低气压，其中有七个增强成热带风暴，三场达到飓风强度，一场成为大型飓风。整个大西洋盆地的热带天气活动低迷主要是因持续存在的强烈垂直风切变导致，大部分风暴都因风切变影响而无法强化，导致无论命名风暴数还是飓风数都很少。飓风阿琳和飓风艾米莉是全季最具影响的两场风暴。飓风阿琳约在热带风暴强度下保持14.5天后才强化成飓风，创下热带风暴升级成飓风所花时间的最长纪录。飓风艾米莉是本季仅有的大型飓风，在达到最大持续风速每小时205公里的最高强度后冲击多明尼加共和国，造成三人丧生，经济损失估计有8030万美元（1987年美元，相当于2025年的2.22億美元）。

## 时间轴

### 5月
5月24日

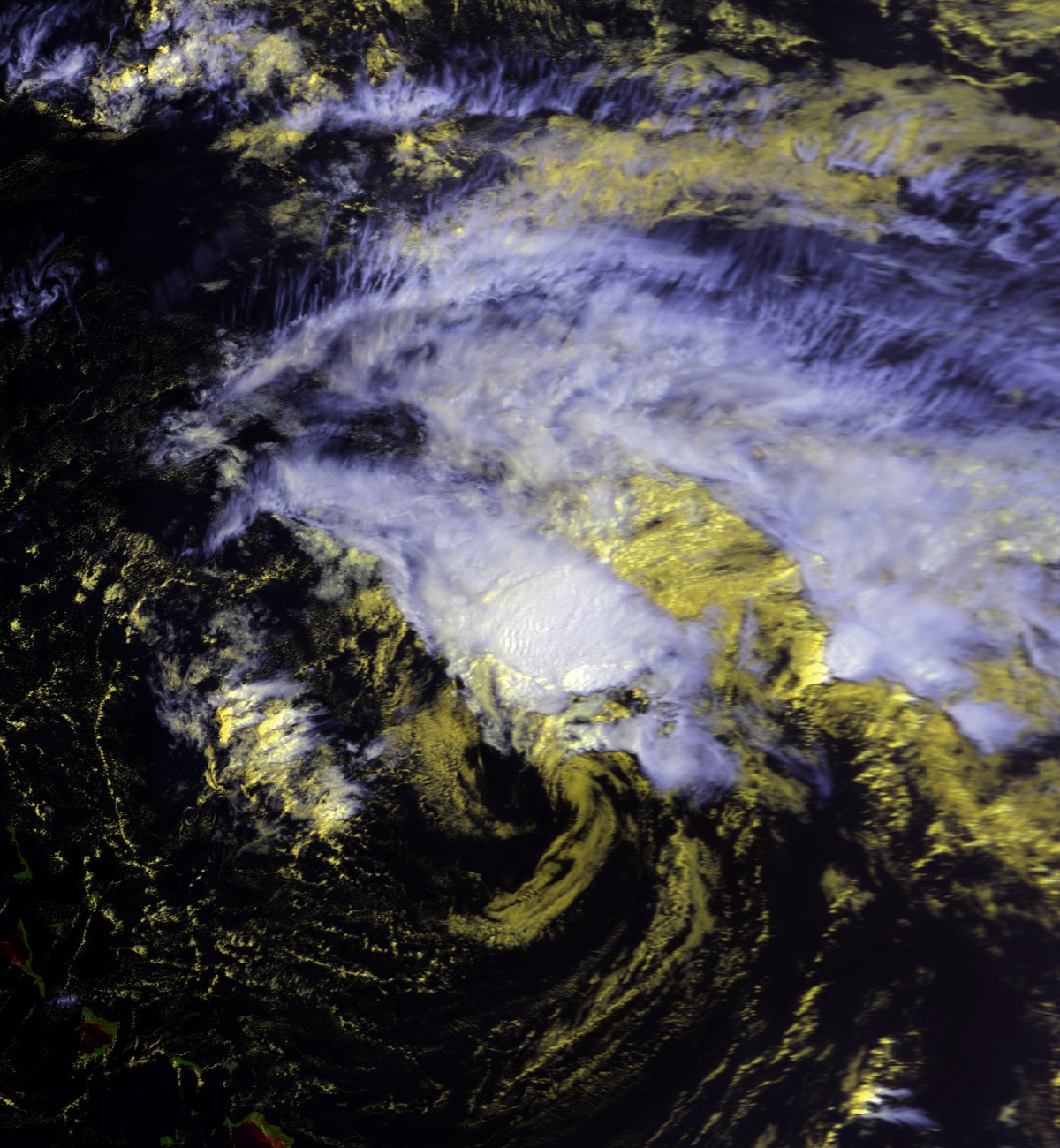
5月26日第一号热带低气压的卫星图像

- 协调世界时中午12点：第一号热带低气压在特克斯和凯科斯群岛科伯恩城东南偏东方向约275公里海域形成。

5月30日
- 中午12点：第一号热带低气压以风力时速55公里强度登陆巴哈马北部的阿巴科群岛。
- 下午18点：第一号热带低气压以每小时55公里风速从贝里群岛经过。

5月31日
- 中午12点：第一号热带低气压以风力时速45公里强度在距下马泰坎伯礁岛不过30公里洋面经过，这是其距佛羅里達礁島群最近的一次。

### 6月
6月1日
1987年大西洋飓风季正式开始。
- 凌晨0点：第一号热带低气压在佛罗里达海峡消散。
- 整个6月都没有热带气旋在大西洋盆地发展和形成。

### 7月
- 整个7月都没有热带气旋在大西洋盆地发展和形成。

### 8月
8月9日

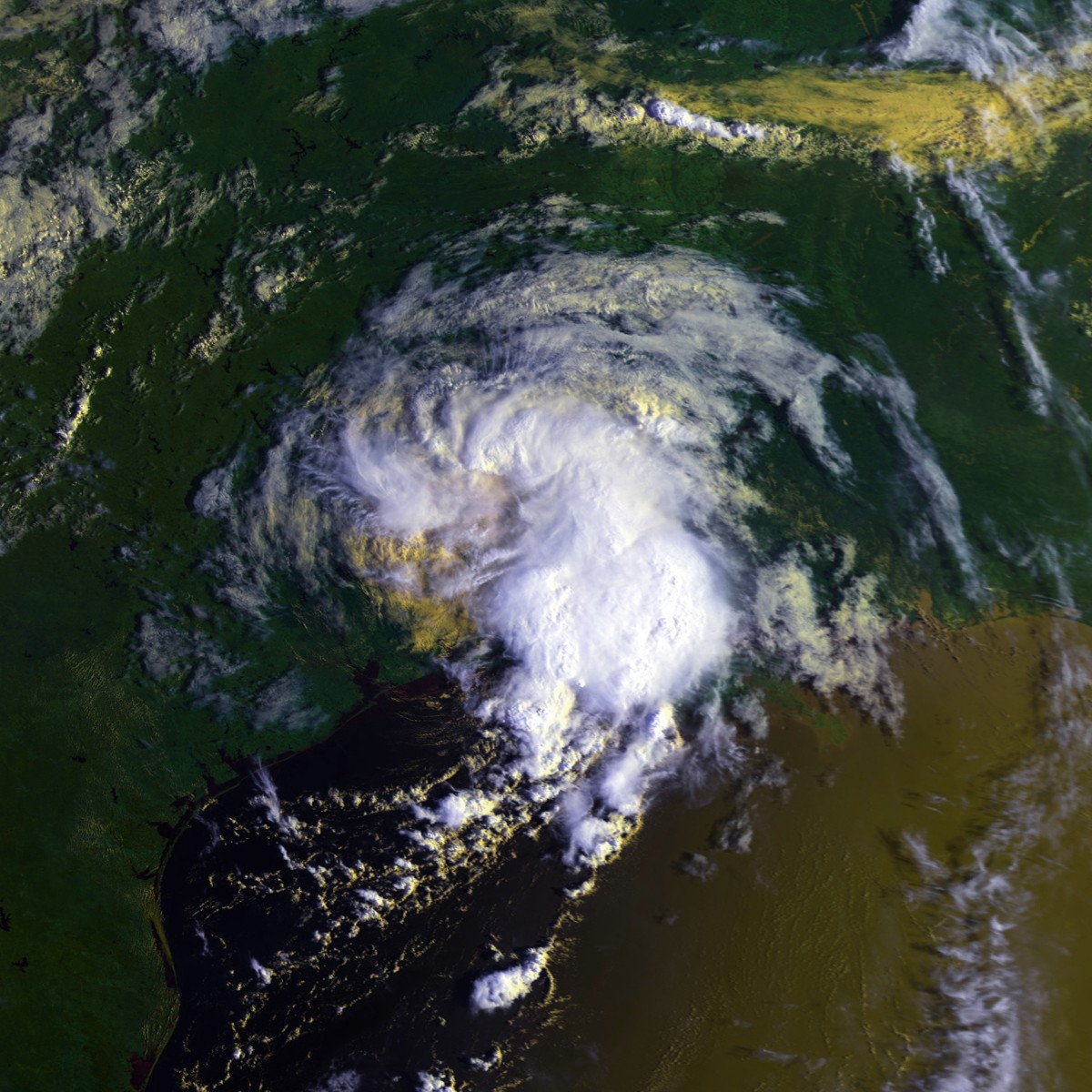
8月10日的第二号热带风暴

- 中午12点：第二号热带低气压在休斯敦东南方向约420公里海域发展形成。
- 下午18点：第二号热带低气压达到热带风暴强度，但美国国家飓风中心在实际操作中并没有为其命名。

8月10日
- 早上6点：第二号热带风暴以风速每小时75公里强度从德克萨斯州加尔维斯敦附近登陆。
- 早上6点：第二号热带风暴减弱成热带低气压。
- 下午18点：第三号热带低气压在巴哈马的安德罗斯岛上空形成。

8月11日
- 凌晨0点：第三号热带低气压以风力时速45公里强度从贝里群岛上空经过。
- 确切时间未知：第三号热带低气压在大巴哈马岛弗里波特（Freeport）上空经过。
- 下午18点：第三号热带低气压在巴哈马的阿巴科群岛东北方向约215公里洋面升级成热带风暴并获命名为“阿琳”（Arlene）。

8月13日
- 下午15点：热带风暴阿琳以风速每小时100公里强度在百慕大以北约75公里海域掠过，这是风暴距该岛最近的一次。

8月14日
- 凌晨0点：第四号热带低气压在巴巴多斯东南偏东方向约1350公里洋面发展形成。

8月15日
- 凌晨0点：第二号热带低气压在墨西哥湾再生。

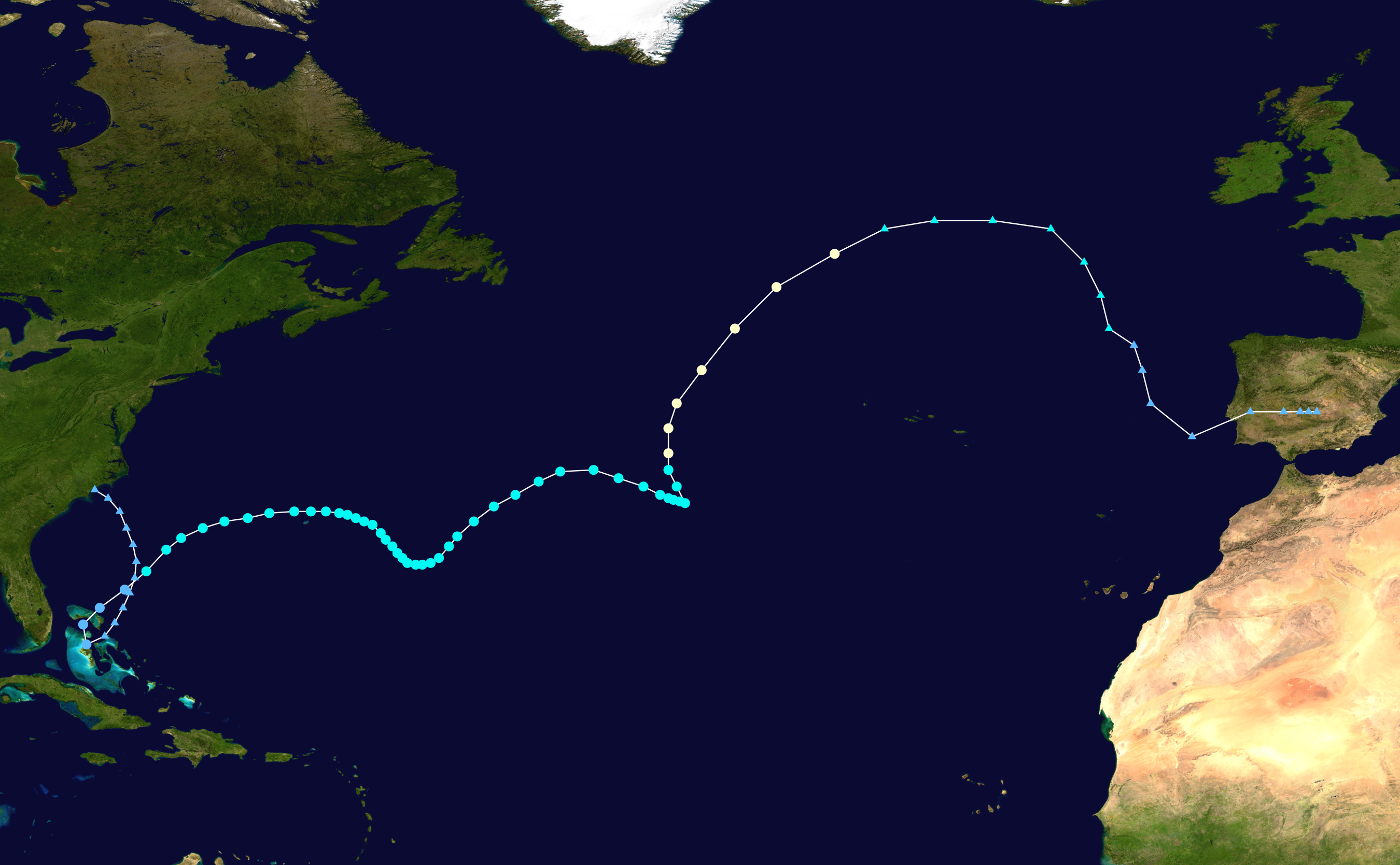
飓风阿琳的行动路线

- 中午12点：第四号热带低气压在英属维尔京群岛东南方向约90公里海域消散。
- 下午18点：第二号热带低气压以风力时速25公里强度登陆佛罗里达州湾县。

8月17日
- 早上6点：第二号热带低气压在乔治亚州东南部上空消散。

8月18日
- 早上6点：第五号热带低气压在达喀尔以西约275公里海域形成。
- 中午12点：第五号热带低气压以风力时速55公里强度从佛得角南部上空经过。
- 下午18点：第五号热带低气压在布拉瓦岛西北偏西方向约140公里洋面强化成热带风暴并获名“布雷特”（Bret）。

8月20日
- 早上6点：热带风暴布雷特在布拉瓦岛西北偏西方向约1145公里海域达到最大持续风速每小时85公里的最高强度。

8月22日

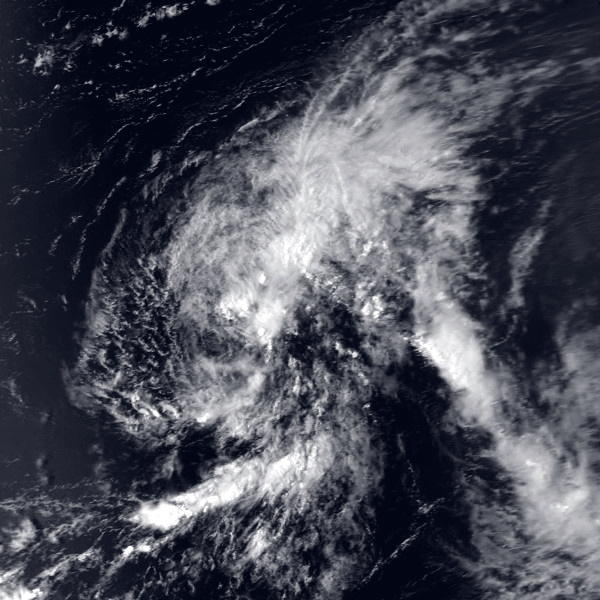
8月31日的第六号热带低气压

- 早上6点：热带风暴阿琳在亚速尔群岛西南方向约1310公里洋面成为本季首场飓风，在萨菲尔-辛普森飓风等级下达到一级飓风标准。
- 早上6点：热带风暴布雷特在巴巴多斯东北方向约1330公里海域降级成热带低气压。
- 中午12点：飓风阿琳达到风力时速120公里，最低气压987 毫巴（百帕，29.14英寸汞柱）的最高强度。

8月23日
- 凌晨0点：美国国家飓风中心发布针对飓风阿琳的最后一份公告，系统转变成溫帶氣旋。

8月24日
- 中午12点：热带低气压布雷特在大西洋中部上空退化成东风波。

8月30日
- 中午12点：第六号热带低气压在布拉瓦岛西南偏西方向约830公里洋面形成。

### 9月
9月2日
- 下午18点：第六号热带低气压在安提瓜和巴布达以西约1440公里海域消散。

9月5日
9月5日

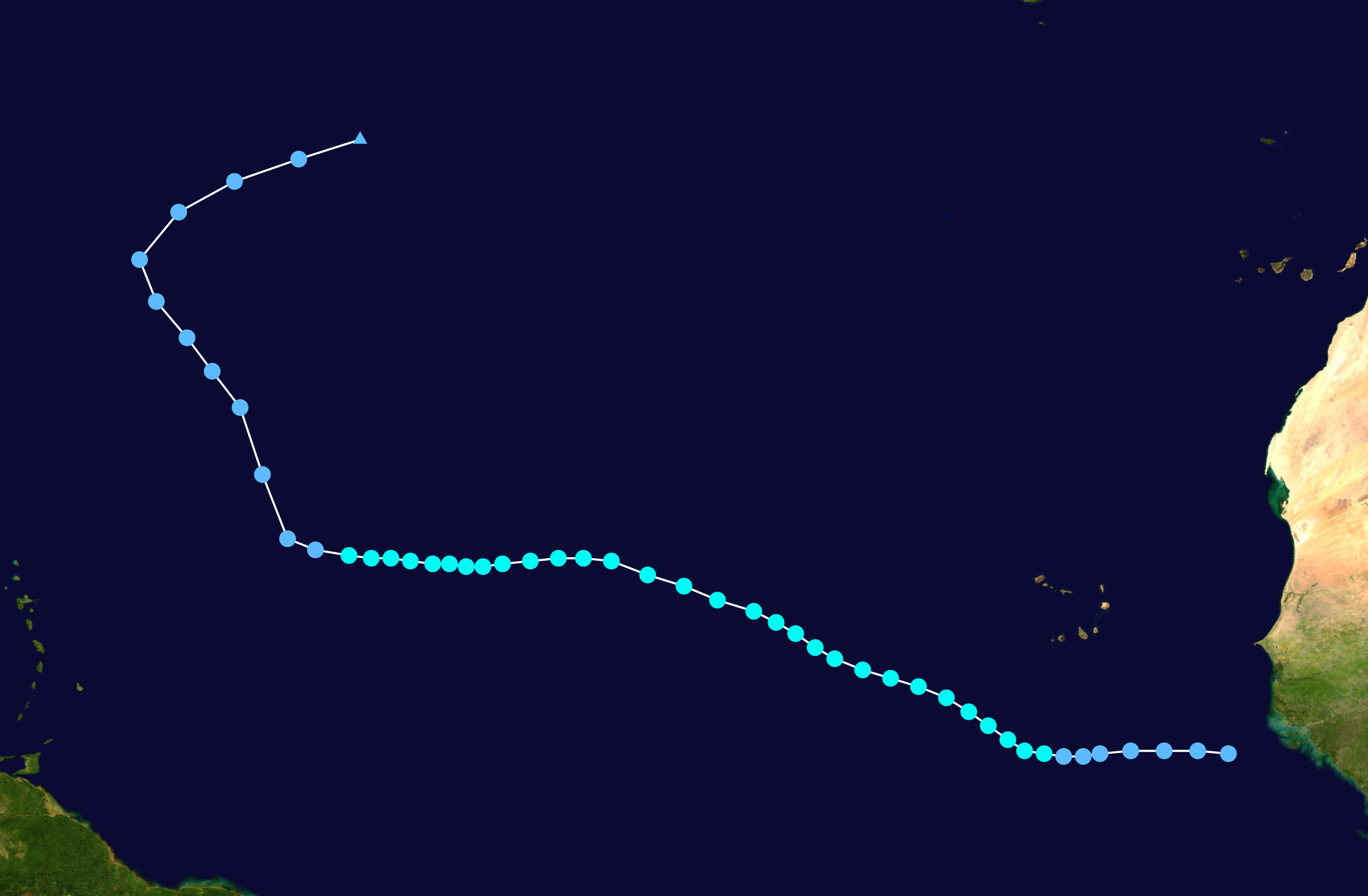
热带风暴丹尼斯的移动路线

- 中午12点：第七号热带低气压在佛得角群岛布拉瓦岛以西约720公里洋面发展形成。

9月6日
- 凌晨0点：第八号热带低气压在多巴哥岛西北方向约185公里海域形成。

9月7日
- 凌晨0点：第九号热带低气压在巴哈马弗里波特东北方向约235公里洋面发展形成。
- 中午12点：第七号热带低气压在佛得角群岛西北方向约1690公里海域强化成热带风暴并获命名为“辛迪”（Cindy）。
- 下午18点：第八号热带低气压以风力时速55公里强度从卡貝薩斯港附近登陆，并在之后不久消散。

9月8日
- 凌晨0点：第九号热带低气压以风速每小时55公里强度从南卡罗莱纳州默特尔比奇附近登陆。

- 早上6点：第九号热带低气压在北卡罗莱纳州上空消散。
- 下午18点：第十号热带低气压在比绍西南方向约330公里洋面形成。

9月10日
- 中午12点：第十号热带低气压在布拉瓦岛以南约445公里海域达到热带风暴标准并获名“丹尼斯”（Dennis）。
- 下午18点：热带风暴辛迪在北大西洋上空转变成温带气旋，美国国家飓风中心发布针对风暴的最后一份公告。

9月13日
- 中午12点：第十一号热带低气压在巴巴多斯东北方向约605公里洋面形成。

9月17日
- 中午12点：第十一号热带低气压在波多黎各圣胡安 (波多黎各)东北方向约450公里海域消散。

9月18日
- 下午18点：热带风暴丹尼斯在巴巴多斯东北方向约1060公里洋面减弱成热带低气压。

9月20日
- 凌晨0点：第十二号热带低气压在巴巴多斯东南方向约975公里海域发展形成。

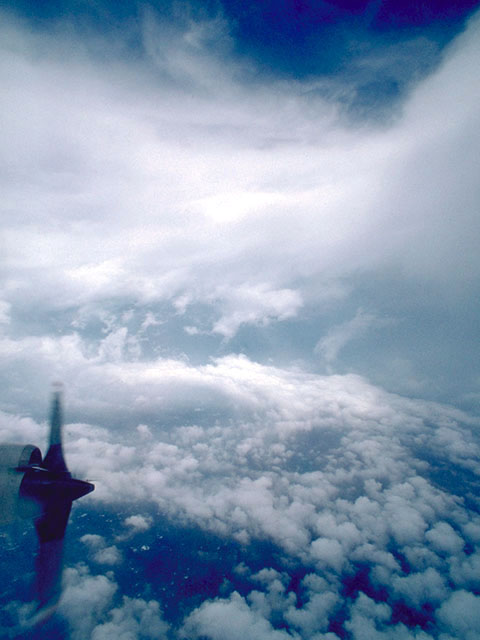
9月22日，飓风猎人侦察机在执行侦察任务时拍下飓风艾米莉風眼的照片

- 下午18点：热带低气压丹尼斯在大西洋中部上空转变成温带气旋。
- 下午18点：第十二号热带低气压在巴巴多斯东南方向约395公里洋面强化成热带风暴并获命名为“艾米莉”（Emily）。

9月21日
- 中午12点：热带风暴艾米莉以风力时速85公里强度登陆圣文森特岛。

9月22日
- 早上6点：热带风暴艾米莉达到一级飓风标准。
- 中午12点：飓风艾米莉成为二级飓风。
- 下午18点：飓风艾米莉成为本季首场、也是唯一一场大型飓风，并在几乎同一时间达到最大持续风速每小时205公里的最高强度。
- 凌晨3点：飓风艾米莉减弱成二级飓风，并以风速每小时175公里强度从巴拉奥纳附近登陆。

9月23日
- 早上6点：飓风艾米莉弱化成一级飓风。
- 中午12点：飓风艾米莉降级成热带风暴。

9月25日
- 早上6点：热带风暴艾米莉在百慕大西南方向约380公里海域重新增强成飓风。
- 上午11点45分：飓风艾米莉以风速每小时140公里强度登陆百慕大。

9月26日
- 下午18点：飓风艾米莉在东北大西洋上空转变成温带气旋。

### 10月
10月9日

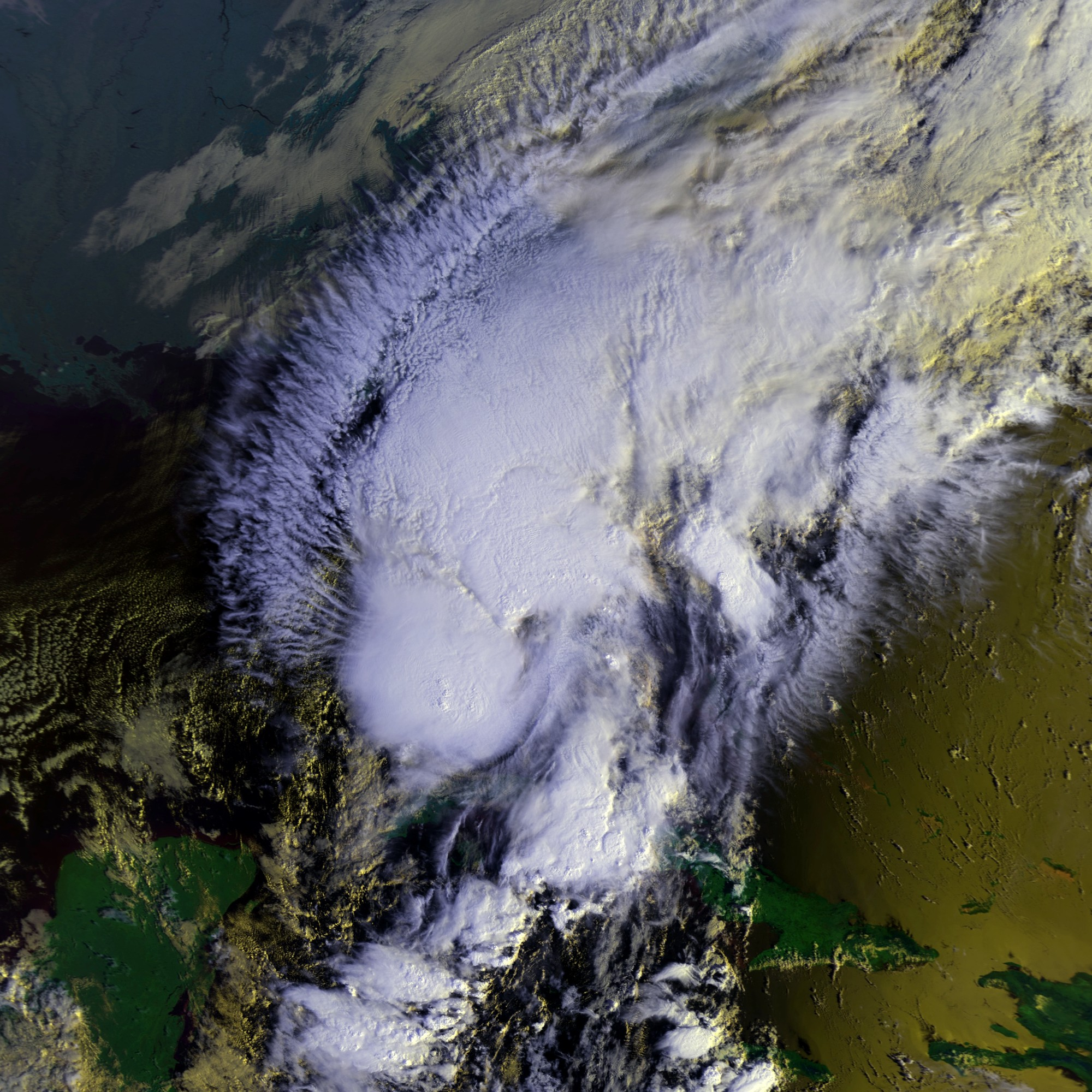
10月12日的飓风弗洛伊德

- 早上6点：第十三号热带低气压在尼加拉瓜卡贝萨斯港东北方向约140公里洋面形成。

10月10日
- 中午12点：第十三号热带低气压在大开曼西南偏南方向约370公里海域升级成热带风暴并获名“弗洛伊德”（Floyd）。

10月12日
- 凌晨0点：热带风暴弗洛伊德从瓜内（Guane）附近登陆古巴西部。
- 中午12点：热带风暴弗洛伊德达到飓风强度，并达到风力时速120公里的最高强度。
- 下午18点：飓风弗洛伊德以风速每小时120公里强度从佛罗里达礁岛群上空经过。

10月13日
- 凌晨0点：飓风弗洛伊德减弱成热带风暴。
- 下午18点：热带风暴弗洛伊德在巴哈马东北方向洋面转变成温带气旋。

10月31日
- 下午18点：第十四号热带低气压在京斯敦东南偏南方向约180公里海域发展形成。

### 11月
11月3日

第十四号热带低气压的移动路径

- 凌晨0点：第十四号热带低气压以风力时速55公里强度从古巴马坦萨斯省南部登陆。
- 确切时间未知：第十四号热带低气压以风速每小时55公里强度登陆古巴哈瓦那省南部。

11月4日
- 中午12点：第十四号热带低气压从佛罗里达州坦帕附近登陆。
- 下午18点：第十四号热带低气压在佛罗里达州上空消散。

11月30日
1987年大西洋飓风季正式结束。